# MISOGI EP
『MISOGI EP』（ミソギ イーピー）は、GRAPEVINEの3枚目のミニアルバムである。2012年2月15日にポニーキャニオンより発売された。

## 概要
- 前作『真昼のストレンジランド』から約1年1か月振り、ミニアルバムとしては『Everyman,everywhere』以来約7年3か月振りとなる。過去2枚のミニアルバムの収録曲が5曲だったのに対し、本作は6曲が収録されている。
- プロデューサーは『déraciné』以降起用されてきた長田進ではなく、UNICORNのプロデューサーなどを務めている河合誠一マイケルが起用された。今作でプロデューサーを変えた理由について田中は「長田（進）さんといろいろ作ってきた中で、『真昼のストレンジランド』を作って、それなりに思ってたことがやれたなぁっていう感じはあったんだと思うんですね。で、次作るならここらで新しい空気の入れ替えといいますか、そういったことがあってもいいんじゃないかと」と答えている[1]。
- 本作の楽曲のタイトルは全てローマ字表記であり、それまでのGRAPEVINEの曲タイトルとは一線を画したものとなっている[2]。また、楽曲の方も作曲は全て亀井によるものであり、他のメンバーの楽曲が収録されなかった初のアルバムになった。『From a smalltown』以降収録されてきたバンドセッションによる曲も久々に未収録となった。
- 2011年12月21日に品川ステラボールで行われたplentyとの2マンライブで、本作に収録された6曲のうち4曲が初披露された。
- 通常盤と数量限定完全盤の2種類での発売。数量限定完全盤はペーパースリーブ仕様であり、特典としてスタジオライブDVD「MISOGI SESSIONS」が付いている。このDVDの中から「MISOGI」の映像が、音楽配信サイト「OTOTOY」内で2012年1月14日から1月28日までの期間限定で公開された。

## 収録曲

### Disc1:CD
1. MISOGI
本作のタイトルトラックでPVが製作されている。
2. ONI
3. SATORI
4. ANATA
5. YOROI
ライブでは、間奏の部分で田中がカウベルやドラムセットのシンバルを叩くアレンジが導入されている[1]。これについて田中は「誰かが曲の中で何かをやるってことで言えば、（高野）勲氏がキーボードじゃなくラップスティール・ギターを弾いているとか、西川さんがマラカス振ってる部分があるのとかと同じことだと思うんです。」、「『YOROI』の場合、間奏の部分が、パーカッションをダビングしていくうちにリズムがどんどん増えてビートが変わっていく、っていう曲なんですよ。それをライブでどういう風にやるかを考えたときに、とりあえず（品川）ステラボールの時はああいう形になったわけですけど」[1]と答えている。
6. RAKUEN
この曲もPVが製作されている。元々のタイトルは「ディストピア」だった[1]。
2012年2月3日から2月8日の昼12時までの期間限定で、「RO69」内でPVとこの曲の歌詞が独占先行公開された。

全作詞：田中和将/作曲：亀井亨

### Disc2:DVD「MISOGI SESSIONS」(数量限定完全盤のみ)
1. MISOGI
2. ONI
3. YOROI
4. ANATA